# Rheinallee 22 (Boppard)

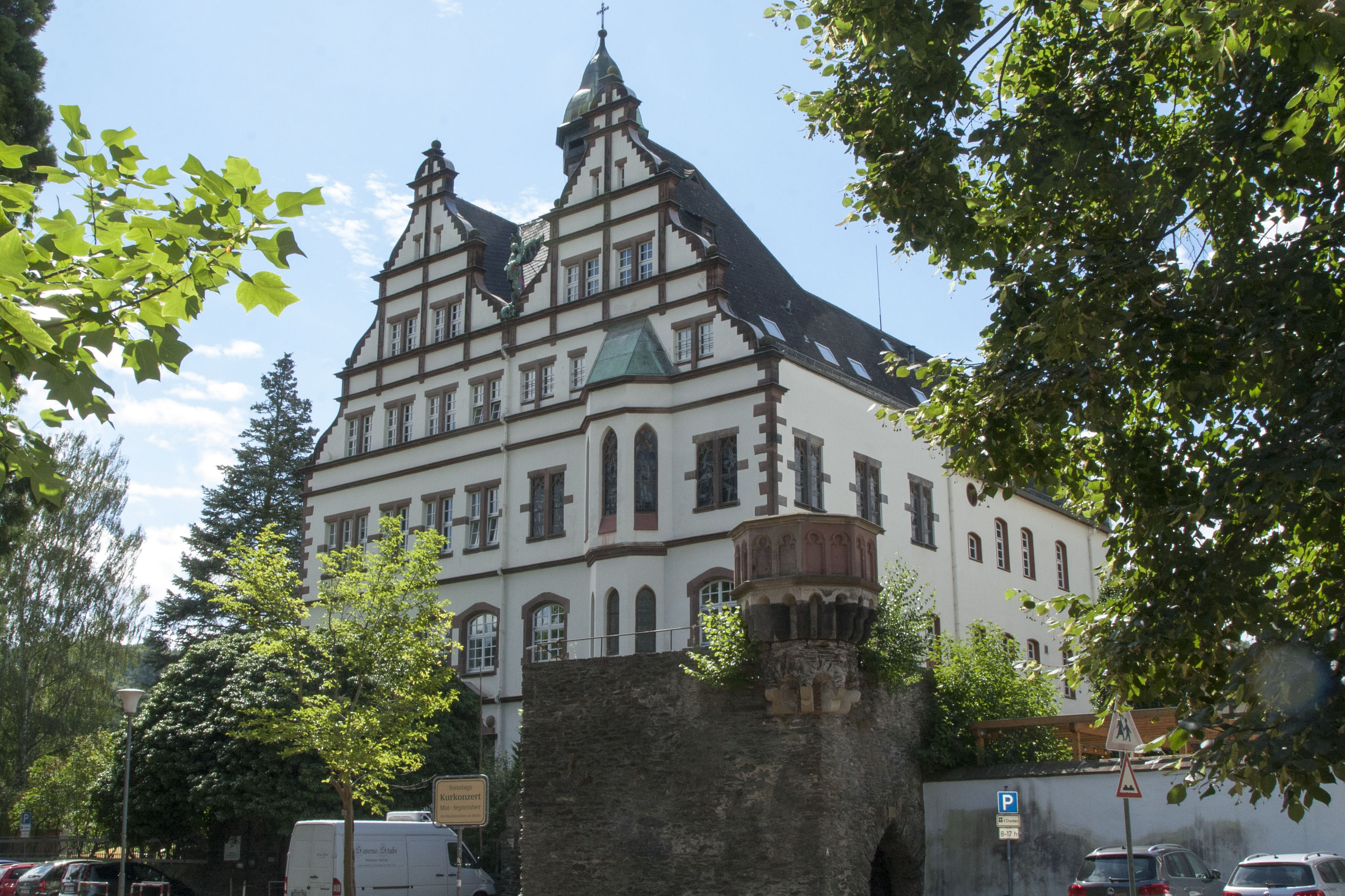
Das Gemeindezentrum St. Michael vom Rhein aus – Im Vordergrund befinden sich die Reste des Sandtors.

Das Gebäude Rheinallee 22, auch Alumnat St. Michael genannt, ist ein ehemaliges Alumnat in Boppard, das in Zusammenhang mit dem Einrichten eines Vollgymnasiums im  Jahr 1904 eröffnet wurde. Seit Ende der 1980er-Jahre dient es der Pfarrei St. Severus als Jugend- und Gemeindezentrum.

## Lage
Das Gebäude an der Rheinallee 22 in Boppard befindet sich am Rhein, außerhalb der mittelalterlichen Stadtbefestigung der Oberstadt in unmittelbarer Nähe des Sandtors.

## Geschichte
Am 15. August 1901 beschloss das Kuratorium der von Dechant Johann Baptist Berger gegründeten Waisenhausstiftung den Bau des Alumnats. Damals gehörten das Bopparder Waisenhaus, das da sich am Rhein in unmittelbarer Nähe des Hospitals zum Heiligen Geist und das Knabenhauses St. Josef ebenfalls zu dieser Stiftung. Im Jahr 1902 wurde mit dem Bau des Alumnats zwischen Rhein und dem Knabenhaus St. Josef begonnen. Fertiggestellt wurde es im Jahr 1904. Architekt des Gebäudes war der aus Mayen stammende Josef Mockenhaupt, der auch den Bau des neuen Gebäudes für das Gymnasium leitete. Die Initiative zum Bau des Alumnats ging von Pfarrer Jakob Paulus aus, der ein Heim für auswärtige Schüler des Bopparder Gymnasiums (das spätere Kant-Gymnasium) schaffen wollte. Dies wurde für wichtig erachtet, weil das Progymnasium von Boppard im Jahr 1902 in ein Vollgymnasium umgewandelt wurde. Noch im Jahr 1904 zogen 34 Alumnen und Alumnäter in das Haus ein. Die Leitung des Allumnats übernahm ein geistlicher Direktor. Die wirtschaftliche Leitung übernahmen die Barmherzigen Schwestern vom hl. Karl Borromäus, die in Boppard auch schon die Leitung des Hospitals zum Heiligen Geist und der anderen zur Waisenhausstiftung gehörenden Institutionen innehatten.
Im Mai 1939 wurde die Weiterführung des Alumnats durch die Machthaber des Nationalsozialismus untersagt. Nach dem Zweiten Weltkrieg wurde es allerdings weitergeführt. Während 1951 noch 11 Schwestern im Alumnat tätig waren, mussten die Borromäerinnen 1954 wegen Schwesternmangel die wirtschaftliche Leitung sowie die Betreuung des Hauses aufgeben, jedoch wohnten sie dort weiterhin. Ihre Aufgaben im Alumnat übernahmen zunächst Caritasschwestern, die 1962 durch Schönstätter Marienschwestern abgelöst wurden.
Zeitweise bewohnten über 80 Schüler das Alumnat. Aufgrund sinkender Geburtenraten sowie eines gesellschaftlichen Wandels ging die Auslastung allerdings ab Mitte der 1970er-Jahre stetig zurück. Zunächst wurde versucht dieser Entwicklung mit einer Öffnung für Schüler aller Schulformen entgegenzuwirken, worunter allerdings die Qualität in der Betreuung litt, da man nicht auf die unterschiedlichen Bedürfnisse der Schüler eingehen konnte wie es notwendig gewesen wäre. Durch die Aufnahme von Kindern aus sozial schwierigen Verhältnissen verschärfte sich dies noch, da nicht genügend Personal mit der Qualifikation für eine angemessene Betreuung zur Verfügung stand. 1983 musste die Stiftung Katholische Jugendbetreuung (die frühere Waisenhausstiftung) aus wirtschaftlichen Gründen den Internatsbetrieb in St. Michael schließlich einstellen.
Die Gremien der Pfarrei St. Severus von Boppard, die schon länger auf der Suche nach einem Pfarr- und Jugendzentrum waren, bemühten sich nun in Abstimmung mit dem Bischöflichen Generalvikariat und der Stadt Boppard diese Institutionen in St. Michael unterzubringen. Mit der Stiftung, zu deren Vorstand auch die Pastöre der Pfarrei St. Severus gehören, wurde ein Nutzungsvertrag abgeschlossen, und im November 1986 wurde mit den nötigen Umbauarbeiten begonnen. Die Kosten teilten sich im Wesentlichen das Bistum Trier und der Rhein-Hunsrück-Kreis. In der Folge verkaufte die Stiftung Katholische Jugendbetreuung das Gebäude des früheren Waisenhauses und späteren Schifferkinderheims sowie des Kindergartens St. Klara an das Hospital zum hl. Geist. Während das Schifferkinderheim mangels Nachfrage endgültig geschlossen wurde, ist der Kindergarten seit Ende der 1980er-Jahre im neuen Gemeindezentrum St. Michael untergebracht.
Nachdem die Borromäerinnen aufgrund von Schwesternmangel vom Gemeindezentrum ins Krankenhaus umgezogen waren, um sich dort auf ihre Hauptaufgabe in Boppard zu konzentrieren, bezog im Jahr 2010 der Konvent der Sacred-Heart-Schwestern aus Haus Sabelsberg, deren Orden auf Matthew Kadalikattil zurückgeht, St. Michael.
Am 9. Oktober 2013 wurde mit einem Kran die Figur des hl. Michael vom Dach herabgenommen, um sie für 15.000 Euro komplett zu sanieren. Am 16. Dezember 2013 wurde sie wieder am ursprünglichen Ort befestigt.

## Einrichtungen
Im heutigen Gemeindezentrum befinden sich u. a. die Kindertagesstätte St. Klara (8 Gruppen mit rund 150 Plätzen), der Kinderhort St. Michael sowie die JugendBegegnungsStätte (JBS) St. Michael. Weiterhin finden sich in der Einrichtung eine Kapelle, Veranstaltungsräume sowie ein Konvent der Sacred-Heart-Schwestern.

## Beschreibung des Gebäudes

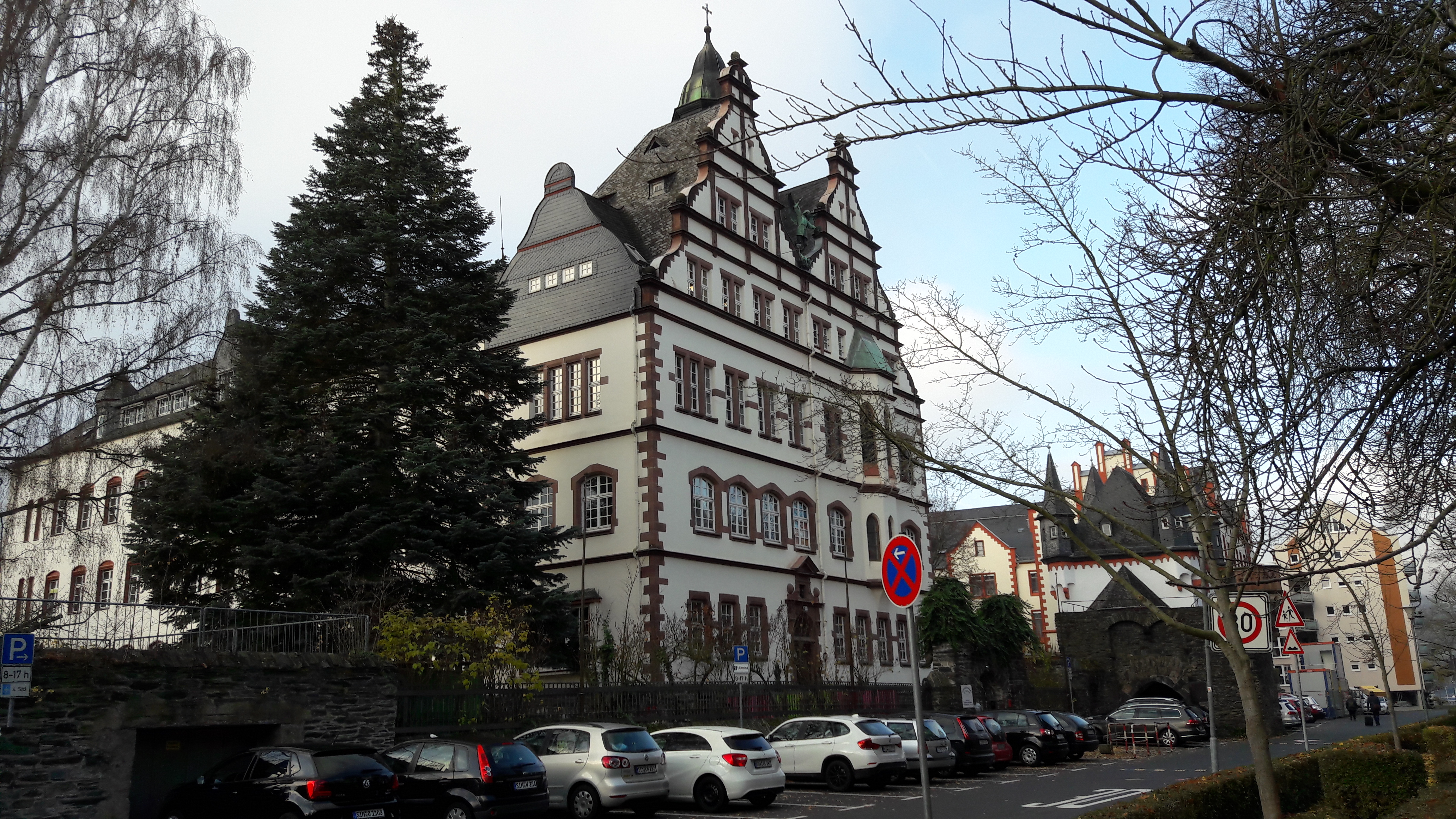
Gemeindezentrum St. Michael

Der dreigeschossige Putzbau erhielt eine Gliederung aus rotem Sandstein. Zum Rhein hin besitzt das Gebäude eine mächtige, siebenachsige Fensterfront. Abgeschlossen wird die Rheinfront durch zwei parallele, geschwungene Giebel in Formen der deutschen Renaissance. Unterhalb des östlichen Giebels befinden sich vier der sieben Fensterachsen und unterhalb des westlichen Giebels drei mit Ausnahme des Erdgeschosses, dort sind es fünf Fensterachsen. Im ersten und zweiten Obergeschoss ist die mittlere Fensterachse des westlichen Gebäudeteils als dreiseitiger gebrochener Kapellenerker ausgekragt. Das Sandsteinportal, zu dem eine Freitreppe führt, wurde in Renaissanceformen errichtet. Die Fenster der Rheinfront haben wechselnde Formen. Die des Erdgeschosses sind rechteckig und die des ersten Obergeschosses besitzen einen Stichbogen. Das zweite Obergeschoss ist mit gekuppelten Rechteckfenstern versehen. Die Fenster des Kapellenerkers sind im ersten Obergeschoss Lanzettfenster und im zweiten Obergeschoss spitzbogige Maßwerkfenster mit farbiger Verglasung. Die den Kapellenerker im zweiten Obergeschoss flankierenden Fenster haben ebenfalls Maßwerk.
Beide Giebel tragen Kugelschmuck und werden durch Pilaster und verkröpfte Gesimse in symmetrische Rechteckfelder unterteilt. Auf den Pilastern befinden sich Rechteckblenden mit Rautenreliefs. Eine Bronzefigur steht zwischen den beiden Giebeln und zeigt den Erzengel Michael mit einem Schwert in der rechten Hand, das er über seinem Kopf schwingt, und einem Schild in der linken Hand. Hinter den Schaugiebeln ist ein durchlaufendes Satteldach, das in der Mitte einen achteckigen, verschieferten Dachreiter mit geschweifter Haube trägt.
Die östliche beziehungsweise die westliche Seitenfront wiederholen in den ersten zwei beziehungsweise drei Achsen die Gliederung der Rheinfront. Abgeschlossen wird die östliche Doppelachse mit einem verschieferten Schweifgiebel. Daran schließt sich eine langgestreckte, schmucklose Wand mit 14 Achsen an. Die westliche Seitenfront ist ebenfalls langgestreckt, schmucklos und besitzt keine Giebel. Nach Süden hin hat das Gebäude einen schlichten Treppengiebel mit einem runden Treppenturm.
Das Satteldach ist mit Schiefer gedeckt und hat eine breite Schleppgaube, die in der Mitte durch ein kleines Zwerchhaus unterbrochen wird und seitlich von polygonalen Türmchen begrenzt wird.

## Denkmalschutz
Das Gebäude mit der Hausnummer Rheinallee 22 ist geschützt als eingetragenes Kulturdenkmal im Sinne des Denkmalschutz- und -pflegegesetzes (DSchG) des Landes Rheinland-Pfalz. Außerdem ist es seit 2002 Teil des UNESCO-Welterbes Oberes Mittelrheintal.

## Belege
1. 1 2 3 4 5 6  Landesamt für Denkmalpflege (Hrsg.): Die Kunstdenkmäler von Rheinland-Pfalz. Band 8: Die Kunstdenkmäler des Rhein-Hunsrück-Kreises. Teil 2: Ehemaliger Kreis St. Goar, 1. Stadt Boppard I. Deutscher Kunstverlag, München / Berlin 1988, ISBN 3-422-00567-6, S. 481–482.
2. 1 2 3  Bopparder Schulen vor 1945. In: Rund im Boppard. Nr. 47, 2000, S. 15–18.
3. 1 2 3  150 Jahre Borromäerinnen im Krankenhaus Boppard. (PDF) S. 16, abgerufen am 20. März 2013.
4. ↑  Johann Josef Klein: Geschichte von Boppard. 1909, S. 249, urn:nbn:de:0128-1-36929.
5. ↑  Bernhard Kahl: Die katholischen Pfarreien. In: Heinz E. Mißling (Hrsg.): Boppard. Geschichte einer Stadt am Mittelrhein. Dritter Band. Dausner Verlag, Boppard 2001, ISBN 3-930051-02-8, S. 457.
6. ↑  150 Jahre Borromäerinnen im Krankenhaus Boppard. (PDF) S. 39–40, abgerufen am 20. März 2013.
7. ↑  Pfarrbrief fürs 4. Quartal 2010. (PDF; 4,6 MB) Abgerufen am 12. März 2013.
8. ↑  Im Jahr 2009 fanden noch heilige Messen in Haus Sabelsberg statt, im Jahr 2010 ist dies nicht mehr der Fall, was die zwei Pfarrbriefe aufzeigen. Pfarrbrief fürs 4. Quartal 2009. (PDF; 3,8 MB) Abgerufen am 31. März 2013. und Pfarrbrief fürs 4. Quartal 2010. (PDF; 4,6 MB) Abgerufen am 12. März 2013.
9. ↑  111 Jahre sind nicht spurlos an dem Schutzheiligen des Gemeindezentrum St. Michael vorbeigegangen. Abgerufen am 14. Januar 2014.
10. ↑  Ralf Hofmann: Nach gründlicher Sanierung kam heute die Figur des Heiligen Michael wieder an ihren angestammten Platz. Archiviert vom Original (nicht mehr online verfügbar) am 25. September 2016; abgerufen am 14. Januar 2014.
11. ↑  Generaldirektion Kulturelles Erbe Rheinland-Pfalz (Hrsg.): Nachrichtliches Verzeichnis der Kulturdenkmäler – Rhein-Hunsrück-Kreis. Mainz 2025, S. 13 (PDF; 1,7 MB).

Koordinaten: 50° 13′ 56,3″ N, 7° 35′ 49,7″ O